# コセミクジラ
コセミクジラ（小背美鯨、Caperea marginata）は、偶蹄目コセミクジラ科またはケトテリウム科のコセミクジラ属に属するヒゲクジラ類の一種である。

## 分類
コセミクジラ属は、現生種では1属1種のみで構成される。
コセミクジラ科では唯一の現生種とされており、他の現生種のクジラとの分岐はセミクジラ科の次であるとされ、名前に反してよりコククジラやナガスクジラに近縁である。また、原始的な形質を残す「生きた化石」とも呼ばれていたが、近年、絶滅した古代のヒゲクジラ類の系統とされていたケトテリウム科の唯一の生き残りとする説も提唱されている。

## 形態

ヒトと比較した大きさ

体長 4-6.5メートル（雄の最大は6.1メートル）、体重 3-3.5トンと現生のヒゲクジラ類の中では最も小柄である。生後まもない子供の体長は約2メートル。
名前の由来である、セミクジラに似た流線型アーチ状の上あごを持つ。しかしセミクジラ属と似ている部分は他にはなく、実際には背びれを持つ、胸びれや頭部が身体に比して比較的小さい、など外観でもセミクジラ属と異なる点が目立ち、洋上ではクロミンククジラ等との誤認の可能性がある。骨格においても頭骨、耳骨などの形態においてセミクジラ属と共通する要素は少ない。ダルマザメによる傷跡が見られる場合もある。

## 分布・生態
体が小さく、目撃されることが非常に少ないため、回遊もふくめて生態には不明な点が多い。そのため、ヒゲクジラ類の中では唯一捕鯨の主要な対象とされてきたことがなく、船舶との衝突や漁網への混獲の危険性もヒゲクジラ類では突出して低いが、それ故にヒゲクジラ類の中ではもっとも研究が進んでいない一種であり、生息数や生息状況の調査も不明のままである。同様に、絶滅危惧種でないにもかかわらず、ホエールウォッチングの対象になっていない稀有なヒゲクジラ類の一種でもある。
南半球の温帯域（南緯30-52度）のみに分布するが、例外的に北半球のガンビアに漂着した事例が存在する。南オーストラリア州やタスマニア州の沿岸や沖合には定住群が存在すると見られる。また、本種の化石は1940年代に沖縄県のうるま市と1990年代にイタリアのシチリア島（地中海）でも発見されており、沖縄県での発見が北半球における初の出土記録となった。この2例は更新世の中期の記録であり、コセミクジラの祖先や近縁種（ケトテリウム）が北半球で絶滅したと考えられている鮮新世とは数百万年単位の差異があるため、更新世における氷河期を経て南半球のコセミクジラが北半球に到達したことを示唆している。
通常は単独またはつがいで行動するが、時には14頭以上の群れ（ポッド）が目撃される事もある。また、上記の南オーストラリア州やタスマニア州の沖合では、採餌目的と思われる100頭以上の大規模な群れが観察された事例も存在する。主な餌はオキアミやカイアシなどの無脊椎動物とされる。